# Jean-Édouard-Lucien Rupp
Jean-Édouard-Lucien Rupp (Saint-Germain-en-Laye, 13 ottobre 1905 – Roma, 28 gennaio 1983) è stato un arcivescovo cattolico francese.

## Biografia
Monsignor Jean-Édouard-Lucien Rupp nacque a Saint-Germain-en-Laye il 13 ottobre 1905.

### Formazione e ministero sacerdotale
Nel 1928 entrò nel seminario di Issy-les-Moulineaux. Il 31 marzo 1934 fu ordinato presbitero. Svolse il servizio militare nel 19° RCP dove servì sotto il futuro generale Charles de Gaulle di cui disegnò dei gustosi ritratti. Nel 1944 divenne vice direttore dei lavori dell'arcidiocesi di Parigi. Come responsabili degli studenti aiutò, a fianco del cardinale Emmanuel Célestin Suhard, a porre le basi di quello che sarebbe diventato il Centro Richelieu, la cappellania cattolica degli studenti parigini. Nel 1947 divenne il primo incaricato della Santa Sede presso l'UNESCO. Questo gli consentì di fondare il Centro Cattolico Internazionale per la Cooperazione con l'UNESCO (CCIC).

### Ministero episcopale
Il 28 ottobre 1954 papa Pio XII lo nominò vescovo ausiliare dell'ordinariato di Francia per i fedeli di rito orientale e titolare di Arca di Fenicia. Ricevette l'ordinazione episcopale il 18 gennaio successivo dal cardinale Maurice Feltin, arcivescovo metropolita di Parigi, coconsacranti il vescovo di Strasburgo Jean-Julien Weber e quello di Nancy Marc-Armand Lallier. Il 9 giugno 1962 papa Giovanni XXIII lo nominò vescovo di Monaco. Partecipò al Concilio Vaticano II.
L'8 maggio 1971 papa Paolo VI lo nominò arcivescovo titolare di Dionisiopoli e pro-nunzio apostolico in Iraq. Il 4 marzo 1975 venne nominato anche pro-nunzio apostolico in Kuwait. In questi paesi giocò un ruolo importante nelle comunità cattoliche dell'area mediorientale. Il 13 luglio 1978 papa Paolo VI lo nominò osservatore permanente della Santa Sede presso l'Ufficio delle Nazioni Unite ed Istituzioni specializzate a Ginevra (che comprendono l'Organizzazione mondiale della sanità, il Gabinetto internazionale del lavoro e altri enti).
Il 5 luglio 1980 papa Giovanni Paolo II accettò la sua rinuncia all'incarico per raggiunti limiti di età. Lo stesso anno il papa lo nominò canonico della basilica di Santa Maria Maggiore a Roma. Morì a Roma il 28 gennaio 1983 all'età di 77 anni. Le esequie si tennero il 31 gennaio. È sepolto nella cripta della basilica di Santa Maria Maggiore.

## Rupp e lo scautismo
Sin dalla gioventù si interessò allo scautismo, fondando un reparto scout a Bourg-la-Reine nel 1926, divenendo poi vicecommissario di distretto. Sempre coinvolto nello scautismo anche dopo aver preso gli ordini, divenne assistente ecclesiastico nella branca più anziana (Routiers, 17-21 anni). Nel 1936 pronunciò l'elogio funebre del canonico Antoine-Louis Cornette, fondatore della branca.
Dopo la seconda guerra mondiale fondò un secondo gruppo scout a Championnet presso la parrocchia di Sainte-Geneviève des Grandes Carriéres (Parigi, XVIII arrondissement) del quale fu assistente ecclesiastico fino agli anni cinquanta. Fu anche assistente ecclesiastico centrale al Jamboree del 1947, il famoso Jamboree della Pace. Padre Jacques Sevin, conoscendolo, e sapendolo ben visto dalle autorità ecclesiastiche, gli chiese aiuto per far riconoscere le Dame della Santa Croce di Gerusalemme come congregazione. Malgrado la morte di padre Sevin nel 1951, l'abate Rupp si adoperò con i dicasteri interessati per l'autorizzazione all'erezione della Congregazione. Fu lui ad essere chiamato per la benedizione del monumento sulla tomba di padre Sevin a Boran-sur-Oise. Si occupò infine della sezione maschile di quest'ordine, entrando in amicizia con padre Revet. I primi membri di quest'ordine si riunirono in capitolo a Lens, e questo divenne noto come l'ordine della Santa Croce di Riamont.
Nel 1971, al momento delle grandi riforme degli Scouts de France, fu il solo vescovo a sostenere la creazione di un'altra associazione, gli Scouts Unitaires de France (SUF).

## Opere
- L'idée de chrétienté, Presses modernes, 1939
- Brésil, espoir chrétien, Spes, 1965
- Explorations œcuméniques, Pastorelly, 1967
- Héros chrétiens de l'est. Hommage au déporté Kolbe, 1972
- Un levier pour l'œcuménisme : Wladimir Solowiew, 1975
- Histoire de l'Église de Paris, 1948 riedizione di Robert laffont, 1992

## Genealogia episcopale e successione apostolica
La genealogia episcopale è:
- Cardinale Scipione Rebiba
- Cardinale Giulio Antonio Santori
- Cardinale Girolamo Bernerio, O.P.
- Arcivescovo Galeazzo Sanvitale
- Cardinale Ludovico Ludovisi
- Cardinale Luigi Caetani
- Cardinale Ulderico Carpegna
- Cardinale Paluzzo Paluzzi Altieri degli Albertoni
- Papa Benedetto XIII
- Papa Benedetto XIV
- Papa Clemente XIII
- Cardinale Giovanni Francesco Albani
- Cardinale Carlo Rezzonico
- Cardinale Antonio Dugnani
- Arcivescovo Jean-Charles de Coucy
- Cardinale Gustave-Maximilien-Juste de Croÿ-Solre
- Vescovo Charles-Auguste-Marie-Joseph Forbin-Janson
- Cardinale François-Auguste-Ferdinand Donnet
- Vescovo Charles-Émile Freppel
- Cardinale Louis-Henri-Joseph Luçon
- Cardinale Charles-Henri-Joseph Binet
- Cardinale Maurice Feltin
- Arcivescovo Jean-Édouard-Lucien Rupp

La successione apostolica è:
- Arcivescovo Ernest-Marie de Jésus-Hostie Charles Albert Nyary, O.C.D. (1972)
- Vescovo Victor León Esteban San Miguel y Erce, O.C.D. (1976)